# Strategia logistyczna
Strategia logistyczna – to zbiór wytycznych, czynników sprawczych i ugruntowanych postaw, które pomagają w koordynacji celów, planów i zasad postępowania, a ulegają wzmocnieniu na skutek świadomych i nieświadomych zachowań przejawianych w wymiarze wewnątrz- i międzyorganizacyjnym przez partnerów tworzących sieć dostaw. Efektem strategii  logistycznej są długofalowe korzyści logistyczne i ekonomiczne uzyskiwane przez partnerów przedsiębiorstwa całego łańcucha dostaw, efekty osiągane przez przedsiębiorstwo w wyniku konkurencyjnych działań rynkowych oraz skuteczne i sprawne tworzenie systemu i zmian wartości w przedsiębiorstwie.